# Battaglia della Gabiene
La battaglia della Gabiene è stata una grande battaglia combattuta nell'inverno del 316 a.C. nell'ambito delle guerre dei diadochi tra due successori di Alessandro il Grande: Antigono Monoftalmo ed Eumene di Cardia.

## Premesse
Subito dopo la morte di Alessandro Magno (323 a.C.), i suoi generali cominciarono a litigare per la spartizione dell'impero. Presto la situazione degenerò in guerra aperta, con ogni generale che reclamava per sé qualche porzione dell'enorme impero di Alessandro. Uno dei più brillanti generali fra i diadochi era Antigono Monoftalmo, soprannominato così per aver perso un occhio nel corso di un assedio. Durante i primi anni di guerra tra i successori di Alessandro, Antigono affrontò Eumene di Cardia, un valente generale che in precedenza (321 a.C.) aveva sconfitto nell'Ellesponto Cratero. I due diadochi si scontrarono in una serie di azioni attraverso l'Anatolia e Persia e nella grande battaglia della Paretacene (autunno del 316 a.C.), prima di affrontarsi nella Gabiene in quello che doveva essere il loro ultimo combattimento.

## I comandanti
Antigono era stato un generale di Filippo II di Macedonia e più tardi del figlio Alessandro comandante abile ed esperto, aveva partecipato a molte battaglie. Eumene di Cardia non era di origine macedone, a differenza degli altri diadochi. Era stato segretario di Alessandro; quest'ultimo ne aveva conosciuto le capacità militari e gli aveva concesso numerose volte il comando durante la spedizione in India. Dopo la morte di Alessandro, Eumene aveva dimostrato la sua abilità combattendo vittoriosamente in Anatolia come alleato del reggente Perdicca.

## Strategia di Antigono e di Eumene
Dopo la battaglia di battaglia della Paretacene (in cui Eumene aveva avuto la meglio sul campo di battaglia, ma era stato costretto dai suoi soldati a ritirarsi nei quartieri invernali nella Gabiene, rinunciando al possesso di guadagni territoriali) Antigono, anch'egli ritiratosi nei quartieri invernali di Gadamarta in Media, approfittò della situazione per dichiararsi vincitore e tentare di chiudere la partita anzitempo. Poiché Eumene aveva disperso le truppe più acquartieramenti, Antigono pensò di sorprenderle con un attacco a sorpresa: a tappe forzate attraversò in soli nove giorni il territorio desertico che separavano Gadamarta dalla Gabiene; la sorpresa tuttavia non riuscì perché Eumene venne avvertito dell'arrivo. I due eserciti si erano quindi accampati in una zona pianeggiante e sabbiosa della Gabiene a una distanza di circa quattro miglia e mezzo l'uno dall'altro. Eumene, sebbene avesse un numero di cavalieri inferiore a quello di Antigono (6000 contro 9000), aveva una netta superiorità numerica nella fanteria, colse pertanto l'occasione per ingaggiare battaglia. Gli esperti argiraspidi di Eumene sfondarono al centro; ma la cavalleria avversaria, guidata da Antigono e dal figlio Demetrio, riuscì a mettere in rotta la cavalleria di Eumene guidata da Peucesta e da Eudamo.

## Conclusione
Eumene tuttavia fu sconfitto, perché furono i suoi argiraspidi a tradirlo: nel corso della battaglia il campo di Eumene fu espugnato da un contingente di Medi e Tarantini i quali, favoriti dalla polvere che impediva la visibilità, riuscirono a portar via i bagagli e i familiari degli argiraspidi; per riavere i propri beni costoro pertanto disertarono, seguiti da Peucesta e da altri alleati. Eumene ed Eudamo, consegnati ad Antigono, vennero giustiziati. Stessa sorte subì Antigene, il comandante degli argiraspidi, che venne addirittura messo sul rogo. Gli argiraspidi, accolti nel nuovo esercito, non vennero più utilizzati in battaglia da Antigono: vennero utilizzati alla spicciolata in missioni pericolose tanto che poco tempo dopo nessuno di loro era sopravvissuto.

## Fonti
Le nostre fonti su questa battaglia sono rappresentate in ultima analisi dal resoconto che ne fece Ieronimo di Cardia. Ieronimo fu testimone oculare della battaglia, alla quale prese parte in qualità di aiutante personale di Eumene; dopo la morte di quest'ultimo, Ieronimo passò dalla parte del rivale Antigono. I resoconti di Ieronimo offrivano pertanto il punto di vista di entrambe le parti in lotta. Purtroppo dell'opera di Ieronimo restano solo dei frammenti; ma la sua testimonianza ci è stata tramandata dallo storico Diodoro Siculo.